# Mathilde von Levetzow
Mathilde Julie Hedevig von Levetzow, född 28 september 1824 på Kronborg Ladegaard i Helsingör, död 1902 i Kongens Lyngby, var en dansk poet.
Mathilde von Levetzow kom från en adlig familj och var ett av fem syskon. Fadern, Diedrich Vilhelm von Levetzow (1786–1849) var tulltjänsteman och kammarherre. Modern var Edle Vilhelmine Fog (1793–1872). Mathilde von Levetzows förfäder var av en uradlig släkt från Mecklenburg som hörde till de högre ämbetsmanna- och officersstånden. Hon växte upp i Ringkøbing på västra Jylland fram till faderns död 1849, då familjen flyttade till Köpenhamn, och fem år senare till Kongens Lyngby. Likt sina systrar Vilhelmine och Cornelia von Levetzow blev hon författare. Den mest framgångsrika av dem blev dock den sistnämnda.
Mathilde von Levetzow debuterade sent i sitt liv med diktsamlingen I Årenes Løb 1894. Detta blev också hennes enda utgivna verk och hon dog inte många år därefter, 1902.